# Sporting Clube Campomaiorense
Sporting Clube Campomaiorense je nogometni klub iz gradića Campa Maiora u Portugalu. Tijekom 2000-ih je nastupao i u portugalskoj 2. ligi, Ligi de Honri, a danas (2020.) igra u nižim ligama.
Klupske boje su (prema grbu), zelena, oker žuta i smeđa ("braun").